# Championnat d'Angola de football 2002
Navigation
Saison précédente Saison suivante
La saison 2002 du Championnat d'Angola de football est la vingt-troisième édition de la première division en Angola. Les quatorze meilleures équipes du pays sont regroupées au sein d'une poule unique où elles s'affrontent deux fois, à domicile et à l'extérieur. En fin de saison, les trois derniers sont relégués et remplacés par les trois meilleurs clubs de Gira Angola, la deuxième division angolaise.
C'est l'Atlético Sport Aviação qui remporte le championnat cette saison après avoir terminé en tête du classement, avec quatre points d'avance sur le Primeiro de Agosto et six sur le double tenant du titre, le Petro Atlético Luanda. C'est le tout premier titre de champion d'Angola de l'histoire du club.
Le vainqueur du championnat se qualifie pour la Ligue des champions de la CAF, son dauphin pour la Coupe de la CAF tandis que le vainqueur de la Taça Angola obtient son billet pour la Coupe des Coupes.

## Clubs participants
- Primeiro de Agosto
- Académica Lobito
- Inter Luanda
- Petro Atlético Luanda
- Petro Atlético Huambo
- Atlético Sport Aviação
- Sagrada Esperança
- Sport Luanda e Benfica
- FC Cabinda
- Deportivo Sonangol
- Sporting Cabinda - Promu de Gira Angola
- Sporting Clube do Bié - Promu de Gira Angola
- Desportivo Huila - Promu de Gira Angola
- Sport Lubango e Benfica

## Compétition
Le barème de points servant à établir les classements se décompose ainsi :
- Victoire : 3 points
- Match nul : 1 point
- Défaite : 0 point

### Classement
| Rang | Équipe                    | Pts | J  | G  | N  | P  | Bp | Bc | Diff |
| ---- | ------------------------- | --- | -- | -- | -- | -- | -- | -- | ---- |
| 1    | Atlético Sport Aviação    | 57  | 26 | 17 | 6  | 3  | 44 | 16 | +28  |
| 2    | Primeiro de Agosto        | 53  | 26 | 15 | 8  | 3  | 39 | 11 | +28  |
| 3    | Petro Atlético Luanda'T'C | 51  | 26 | 15 | 6  | 5  | 47 | 17 | +30  |
| 4    | Petro Atlético Huambo     | 40  | 26 | 11 | 7  | 8  | 29 | 27 | +2   |
| 5    | Académica Lobito          | 39  | 26 | 10 | 9  | 7  | 28 | 27 | +1   |
| 6    | Inter Luanda              | 39  | 26 | 10 | 9  | 7  | 28 | 24 | +4   |
| 7    | Sporting CabindaP         | 35  | 26 | 9  | 8  | 9  | 18 | 23 | -5   |
| 8    | Sport Luanda e Benfica    | 32  | 26 | 8  | 8  | 10 | 23 | 27 | -4   |
| 9    | Sagrada Esperança         | 31  | 26 | 8  | 7  | 11 | 17 | 29 | -12  |
| 10   | Desportivo HuilaP         | 29  | 26 | 8  | 5  | 13 | 26 | 40 | -14  |
| 11   | Deportivo Sonangol        | 28  | 26 | 6  | 10 | 10 | 18 | 23 | -5   |
| 12   | FC Cabinda                | 26  | 26 | 7  | 5  | 14 | 25 | 39 | -14  |
| 13   | Sporting Clube do BiéP    | 24  | 26 | 7  | 3  | 16 | 18 | 31 | -13  |
| 14   | Sport Lubango e Benfica   | 15  | 26 | 4  | 3  | 19 | 14 | 40 | -26  |

|  | Qualification pour la Ligue des champions de la CAF 2003                  |
|  | Qualification pour la Coupe des Coupes 2003                               |
|  | Qualification pour la Coupe de la CAF 2003                                |
|  | Relégation directe en Gira Angola                                         |
|  | T: Tenant du titre C: Vainqueur de la Taça Angola P: Promu de Gira Angola |

## Bilan de la saison
| Championnat d'Angola de football 2002 |                                    |
| Champion                              | Atlético Sport Aviação (1er titre) |
| Coupes et trophées                    |                                    |
| Vainqueur de la Coupe d'Angola 2002   | Petro Atlético Luanda              |
| Qualifications continentales          |                                    |
| Ligue des champions de la CAF 2003    | Atlético Sport Aviação             |
| Coupe des Coupes 2003                 | Petro Atlético Luanda              |
| Coupe de la CAF 2003                  | Primeiro de Agosto                 |
| Promotions et relégations             |                                    |
| Promus en Girabola                    | Progresso Sambizanga               |
| Promus en Girabola                    | EC Primeiro de Maio                |
| Promus en Girabola                    | Ritondo Baixa de Cassange          |
| Relégués en Gira Angola               | FC Cabinda                         |
| Relégués en Gira Angola               | Sporting Clube do Bié              |
| Relégués en Gira Angola               | Sport Lubango e Benfica            |